# Virgin River (TV-serie)
Virgin River är en amerikansk romantisk dramaserie från 2019. Den är baserad på Robyn Carrs Virgin River-romanserie. I huvudrollerna ses Alexandra Breckenridge och Martin Henderson. Seriens första säsong hade premiär den 6 december 2019 på Netflix. I december 2019 meddelades det att serien skulle få en andra säsong, vilken fick sin premiär den 27 november 2020. I december 2020 meddelades det att serien skulle få en tredje säsong, även den i 10 delar. Säsong tre hade premiär den 9 juli 2021. I mitten av maj 2022 bekräftade Netflix att man kommer släppa säsong 4 den 20 juli 2022, vilken kommer ha 12 avsnitt istället för 10. Det har även bekräftats att säsong 5 spelas in under sommaren 2022.

## Rollista i urval

### Huvudkaraktärer
- Alexandra Breckenridge – Melinda "Mel" Monroe, specialistsjuksköterska och barnmorska som flyttar till Virgin River från Los Angeles
- Martin Henderson – Jack Sheridan, en lokal barägare och tidigare amerikansk marinkårssoldat, som lider av PTSD
- Colin Lawrence – John "Preacher" Middleton, kock på Jacks Bar
- Jenny Cooper – Joey Barnes (säsong 1; gästroll säsong 2 och 3), Melindas storasyster
- Lauren Hammersley – Charmaine Roberts, Jacks tidigare flickvän
- Annette O'Toole – Hope McCrea, Virgin Rivers borgmästare
- Tim Matheson – Vernon "Doc" Mullins, läkaren på orten
- Benjamin Hollingsworth – Dan Brady, tidigare vän till Jack
- Grayson Gurnsey – Ricky, anställd på Jacks Bar
- Sarah Dugdale – Lizzie (säsong 2 & 3)

### Återkommande
- Daniel Gillies – Mark Monroe, Mels förolyckade make
- Lexa Doig – Paige Lassiter, ägare av "Paige's Bakeaway"
- Nicola Cavendish – Connie, en av Hopes vänner
- Ian Tracey – Jimmy, Calvins hantlangare
- Lynda Boyd – Lilly, en av Connies vänner
- David Cubitt – Calvin, ortens narkotikalangare

## Avsnitt

### Säsong 1
1. Carry On
2. Lost
3. ...And Found
4. A Wounded Heart
5. Under Fire
6. Let's Mingle
7. If Truth Be Told
8. Into the Light
9. Everybody Has a Secret
10. Unexpected Endings

### Säsong 2
1. New Beginnings
2. Taken by Surprise
3. The Morning After
4. Rumor Has It
5. Can't Let Go
6. Out of the Past
7. Breaking Point
8. Blindspots
9. Hazards Ahead
10. Blown Away

### Säsong 3
1. Where There's Smoke...
2. Sticky Feet
3. Spare Parts and Broken Hearts
4. Take My Breath Away
5. Kindling
6. Jack and Jill
7. Split
8. Life and Death
9. The Sun Also Rises
10. A Wedding, No Funeral and a Baby